# ジェニファー・ティスデイル
ジェニファー・ティスデイル（Jennifer Tisdale, 1981年9月18日 - ）は、アメリカ合衆国出身の女優である。

## 出演作品

### テレビ
- スイート・ライフ オン・クルーズ
- スイート・ライフ

### 映画
- キューティ・バニー
- Mr.ディーズ
- チアーズ4 (英名：Bring It On: In It to Win It)